# Jüri Pootsmann
Jüri Pootsmann (Raikküla, 1 juli 1994) is een Estisch zanger.

## Biografie
Pootsmann begon zijn muzikale carrière in 2015 door deel te nemen aan Eesti Otsib Superstaari, de Estische versie van Idool. Hij wist door te stoten tot de finale, die hij ook winnend wist af te sluiten. Een jaar later nam hij deel aan Eesti Laul, de Estische preselectie voor het Eurovisiesongfestival. Met het nummer Play won hij Eesti Laul 2016, waardoor hij zijn vaderland heeft vertegenwoordigd op het Eurovisiesongfestival 2016, dat gehouden werd in de Zweedse hoofdstad Stockholm. Pootsmann bleef steken in de halve finale. Hij eindigde op de 18de en laatste plaats en bezorgde Estland haar eerste rode lantaarn. In 2021 waagde hij een nieuwe gok in de Estische voorronde Eesti Laul 2021 met het nummer Magus melanhoolia, maar ditmaal werd hij derde.

## Discografie
- Täna, 2016
- Suveööde unetus, 2022

1994: Silvi Vrait · 
1996: Ivo Linna & Maarja-Liis Ilus · 
1997: Maarja-Liis Ilus · 
1998: Koit Toome · 
1999: Evelin Samuel & Camille · 
2000: Ines · 
2001: Tanel Padar, Dave Benton & 2XL · 
2002: Sahlene · 
2003: Ruffus · 
2004: Neiokõsõ · 
2005: Suntribe · 
2006: Sandra Oxenryd · 
2007: Gerli Padar · 
2008: Kreisiraadio · 
2009: Urban Symphony · 
2010: Malcolm Lincoln · 
2011: Getter Jaani · 
2012: Ott Lepland · 
2013: Birgit Õigemeel · 
2014: Tanja · 
2015: Elina Born & Stig Rästa · 
2016: Jüri Pootsmann · 
2017: Koit Toome & Laura · 
2018: Elina Netsjajeva · 
2019: Victor Crone · 
2021: Uku Suviste · 
2022: Stefan · 
2023: Alika · 
2024: 5miinust & Puuluup · 
2025: Tommy Cash
- International Standard Name Identifier: 0000 0004 6297 9138
- MusicBrainz: 727223e5-56b5-4cba-b75e-df7470cfc1be
- Virtual International Authority File: 2040161819209627960001